# محوطه بلدشت باغ
محوطه بلدشت باغ مربوط به دوران‌های تاریخی پس از اسلام است و در شهرستان رودسر، بخش رحیم آباد، روستای بلدشت واقع شده و این اثر در تاریخ ۲۷ بهمن ۱۳۸۲ با شمارهٔ ثبت ۱۰۹۷۱ به‌عنوان یکی از آثار ملی ایران به ثبت رسیده‌است.